# Paňdžábský Himálaj
Paňdžábský Himálaj je jedna z částí západního Himálaje vyčleněná některými autory. V členění podle H. Adamse Cartera zhruba odpovídá úseku Sutlej-Dras, Sind, Jhelum. Někdy je sem také řazen Ladacký řetěz, který podle jiných autorů patří ke Kašmírskému Himálaji nebo dokonce k Transhimálaji.
Paňdžábský Himálaj zasahuje na území indického a malou částí i pákistánského Kašmíru, indických států Paňdžáb a Himáčalpradéš a Tibetské autonomní oblasti v Číně. Na severozápadě ho od Kašmírského Himálaje oddělují řeky Drás (levý přítok Indu) a Džehlam (teče z Kašmírského údolí na západ a rovněž patří do povodí Indu). Ladacký hřeben na severu navazuje na Karákoram a Transhimálaj, v němž pramení Indus; údolí řeky Gar (přítok Indu) odděluje Himálaj od Transhimálaje dále k jihovýchodu, než tuto úlohu převezme Satladž. Ten současně svým průlomem skrz Himálaj odděluje Paňdžábský Himálaj od Garhválského. V pásmu Malého Himálaje je paňdžábský úsek lemován čtyřtisícovým pohořím Pír Pandžál (urdsky a paňdžábsky پیر پنجال, Pír Pandžál, hindsky पीर पंजाल, Pír Paňdžál, 4745 m).
Nejvyšší bod Paňdžábského Himálaje leží ve skupině Nun Kun (7135 m) východně od Kašmírského údolí. Za ní se souběžně táhne pásmo Zánskár (Gapo Ri, 6005 m). Ještě dále, mezi Indem a Šajókem se táhne Ladacký hřeben (Telthop, 6002 m). Himáčalpradéšsko-tibetská část se označuje jako skupina Spiti-Láhaul-Kulú a jejím nejvyšším bodem je tibetský Leo Pargial (6791 m).